# Дуверхель, Канделарио
Кандела́рио Дуверхе́ль Одели́н (исп. Candelario Duvergel Odelín; 2 февраля 1963, Нисето-Перес — 17 июня 2016, Гавана) — кубинский боксёр, представитель первой полусредней весовой категории. Выступал за сборную Кубы по боксу в период 1983—1991 годов, серебряный и бронзовый призёр чемпионатов мира, двукратный победитель Панамериканских игр, чемпион Игр Центральной Америки и Карибского бассейна, победитель и призёр многих турниров международного значения.

## Биография
Канделарио Дуверхель родился 2 февраля 1963 года в муниципалитете Нисето-Перес провинции Гуантанамо, Куба.
Первого серьёзного успеха на взрослом международном уровне добился в сезоне 1983 года, когда вошёл в основной состав кубинской национальной сборной и завоевал золотую медаль на Панамериканских играх в Каракасе, одолев всех своих оппонентов в зачёте первой полусредней весовой категории.
Должен был принимать участие в летних Олимпийских играх 1984 года в Лос-Анджелесе, однако Куба вместе с другими странами социалистического лагеря бойкотировала эти соревнования по политическим причинам. Вместо этого Дуверхель выступил на альтернативном турнире «Дружба-84», где завоевал золотую медаль.
В 1986 году побывал на чемпионате мира в Рино, откуда привёз награду серебряного достоинства, выигранную в полусреднем весе — в финальном решающем поединке уступил американцу Кеннету Гулду.
В 1987 году отметился победой на Панамериканских играх в Индианаполисе.
Олимпиаду 1988 года в Сеуле опять же вынужден был пропустить из-за бойкота.
На мировом первенстве 1989 года в Москве не сумел попасть в число призёров, проиграв в четвертьфинале местному советскому боксёру Игорю Ружникову.
В 1990 году одержал победу на Играх Центральной Америки и Карибского бассейна в Мехико.
Последний раз показывал сколько-нибудь значимые результаты на международной арене в сезоне 1991 года, когда стал бронзовым призёром чемпионата мира в Сиднее — был дисквалифицирован в первом раунде полуфинального боя с американцем Верноном Форрестом. Боксировал и на домашних Панамериканских играх в Гаване, но здесь был остановлен уже в четвертьфинале пуэрториканцем Анибалем Асеведо.
Умер от сердечного приступа 17 июня 2016 года в Гаване в возрасте 53 лет.